# 1964年至1965年英格蘭足總盃
1964/65球季英格蘭足總盃（英語：FA Cup），是第84屆英格蘭足總盃，今屆賽事的冠軍是利物浦，他們在決賽以2:1 (加時)擊敗列斯聯，奪得冠軍。本屆賽事繼續在舊溫布萊球場舉行。
利物浦首次贏得足總盃冠軍。

## 外部連結
1. 英格蘭足總盃官網Archive-It的存檔，存档日期2012-04-24
2. 英格蘭足總盃 歷屆冠軍（页面存档备份，存于）